# Lac Dubois (ruisseau Verreau)
Pour les articles homonymes, voir Dubois et Lac Dubois.
Le lac Dubois est un plan d'eau douce, dans le territoire non organisé de Lac-Ashuapmushuan, dans la municipalité régionale de comté (MRC) Le Domaine-du-Roy, dans la région administrative du Saguenay-Lac-Saint-Jean, dans la province de Québec, au Canada.
Ce lac chevauche les cantons de Ventadour (partie Nord du lac) et de Dubois (partie Sud du lac).
La foresterie constitue la principale activité économique du secteur. Les activités récréotouristiques, en second.
Le bassin versant du lac Dubois est desservi du côté Sud-Est par la route forestière 212 reliant le village d’Obedjiwan à la rive Est du réservoir Gouin ; cette route permet l’accès au lac Toussaint (réservoir Gouin) et aux diverses baies de la rive Nord-Est du réservoir Gouin. Quelques routes forestières secondaires ont été aménagées sur la rive Nord du réservoir Gouin pour la coupe forestière et les activités récréatives.
La surface du lac Dubois est habituellement gelée de la mi-novembre à la fin avril, toutefois la circulation sécuritaire sur la glace se fait généralement du début décembre à la fin de mars.

## Géographie
Les principaux bassins versants voisins du lac Dubois sont :
- côté nord : lac Nelson, lac Ventadour (rivière Ventadour), rivière Ventadour, rivière de la Queue de Castor, lac Normandin (rivière Normandin) ;
- côté est : ruisseau Townsend, rivière du Loup Ouest (Lac-Ashuapmushuan), rivière Wabano Ouest, rivière du Loup (rivière Wabano) ;
- côté sud : lac Terminal, ruisseau Barras, lac Déziel (réservoir Gouin), lac Magnan (réservoir Gouin) ;
- côté ouest : ruisseau Verreau, lac Baptiste, rivière Toussaint, ruisseau à l'Eau Claire (réservoir Gouin), rivière Pokotciminikew, rivière Mathieu.

D’une longueur de 8,7 km (orientée vers le Sud-Ouest) et d’une largeur maximale de 2,5 km, le lac Dubois comporte les principales baies suivantes, toutes dans le canton de Ventadour (sens horaire) :
- baie du Nord-Ouest (longueur : 1,4 km) ;
- baie du Nord-Est (longueur : 2,5 km). Cette dernière baie se relie à la partie principale du lac par un petit détroit.

L’embouchure du lac Dubois est localisée au Sud-Ouest du lac, soit à :
- 10,8 km au Nord-Est de l’embouchure du ruisseau Verreau ;
- 28,4 km au Nord-Est de l’embouchure de la rivière Kakospictikweak (confluence avec la baie Nord du lac Omina du réservoir Gouin) ;
- 51,8 km au Nord-Est du centre du village de Obedjiwan (aménagé sur une presqu’île de la rive Nord du réservoir Gouin) ;
- 57,8 km au Nord-Ouest du barrage à l’embouchure du réservoir Gouin (confluence avec la rivière Saint-Maurice)[1].

À partir de l’embouchure du lac Dubois, le courant coule sur 77,2 km, notamment selon les segments suivants :
- 17,2 km en descendant le ruisseau Verreau, jusqu’à la baie Verreau ;
- 77,2 km vers l’Est, puis vers le Sud-Est, en traversant les segments suivants du réservoir Gouin jusqu’au barrage Gouin : la baie Verreau, le lac Magnan (réservoir Gouin), le lac Brochu (réservoir Gouin) et la baie Kikendatch.

À partir de ce barrage, le courant emprunte la rivière Saint-Maurice jusqu’à Trois-Rivières où il se déverse sur la rive Nord du fleuve Saint-Laurent.

## Toponymie
Jadis, ce cours d’eau était désigné « lac Eau Claire ».
Le toponyme "lac Dubois " a été officialisé le 5 décembre 1968 par la Commission de toponymie du Québec, soit à la création de cette commission.